# Hikari Sasaki
Pour les articles homonymes, voir Sasaki.
Hikari Sasaki, née le 4 octobre 1967 à Numazu, est une judokate japonaise. Elle est aussi connue sous le nom de Hikari Yamada.

## Carrière
Elle concourt dans la catégorie des moins de 66 kg.
Aux Championnats d'Asie de judo 1985 à Tokyo, Hikari Sasaki remporte la médaille d'or. Elle est médaillée de bronze aux Championnats du monde de judo 1987 à Essen.
Elle participe au tournoi de démonstration de judo aux Jeux olympiques d'été de 1988 à Séoul, remportant la finale contre la Française Brigitte Deydier.
Elle obtient une médaille d'argent aux Championnats du monde de judo 1989 à Belgrade.